# Nomikai

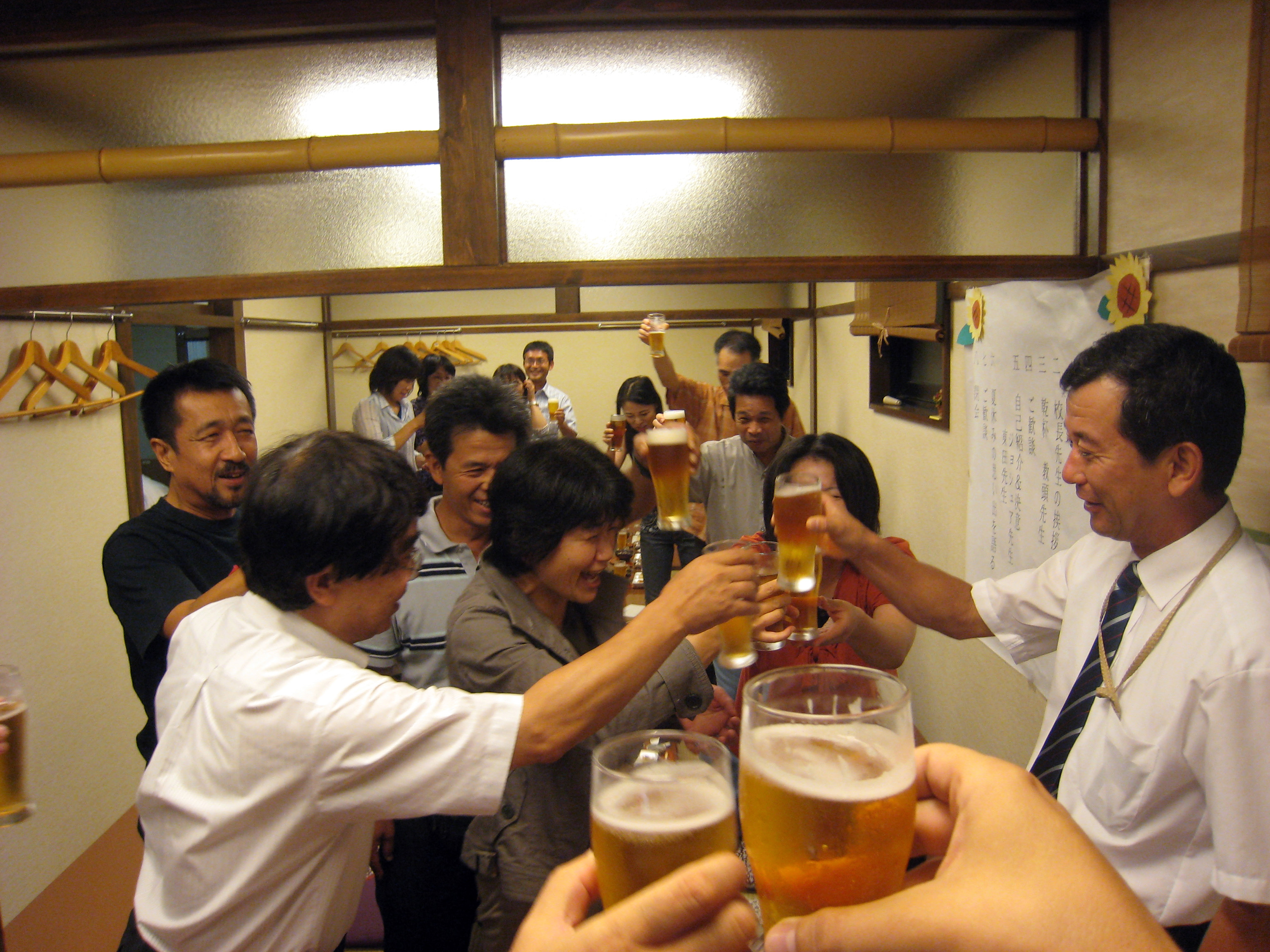
Un grup de japonesos de Kumamoto que comencen a beure

Nomikai (飲み会) significa literalment «reunió per a beure», i es refereix a les vetllades que fan els japonesos per a relaxar-se i passar-se-la bé. Per paradoxal que sembli, nomikai sol ser part de la cultura de treball en la majoria d'empreses i molts centres de formació. Dels empleats s'espera que hi vagin a aquestes trobades, si bé no són obligats explícitament, i sovint és impossible de refusar-ho. D'alguna manera es poden considerar com una component social de la cultura de treball al Japó. Lluny de considerar-se un esdeveniment de la vida privada, aquestes festes es concentren en establir lligams entre els treballadors i reforçar el sentiment de grup. Atendre aquestes festes no implica necessàriament consumir alcohol però els assistents solen pagar una quantitat fixa pel menjar, la beguda i la entrada al local. Una excepció són els nous empleats, els companys que es jubilen o els estudiants o becaris que no solen pagar res. El diner, menjar i les begudes que sobren es guarden per a la següent nomikai.

## Procediment
L'avinentesa per a organitzar un nomikai pot ser la consecució d'un gran projecte, assolir una sèrie d'objectius, aniversaris d'esdeveniments o bé l'entrada o sortida de nous companys de feina. Com a mínim hi ha una persona que s'encarrega de l'organització (幹事) però sovint són més d'una i mai són la persona a la qual es dedica la festa.
Aquestes vetllades tenen lloc generalment als izakaya, un tipus de bar-restaurant. Els assistents solen ser tots al voltant d'una taula gran o bé, la festa té lloc en una sala separada de la resta del local.
Amb algunes excepcions, com per exemple el bonenkai (festa de cap d'any de la empresa, 忘年会 literalment «festa per oblidar l'any»), la majoria d'assistents pertanyen a una secció o departament de l'empresa. En d'altres ocasions, com en el cas del bonenkai, assisteixen junts tots el empleats de l'empresa (excepte en companyies molt grans on això no fora possible per raons evidents). També és possible que es facin més d'una festa: una per a tota l'empresa i un altre per al departament.
Un nomikai comença amb una petita benvinguda per part dels organitzadors seguit per un petit discurs del cap de departament o d'empresa on generalment es reflexiona sobre els objectius aconseguits i s'encoratja als treballadors a continuar treballant amb el mateix bon esperit. Després, ve el famós «Kanpai!» (el típic brindis o «Salut» japonès, 乾杯 literalment «buida el teu got»). Els nous treballadors o els que es jubilen solen tenir unes paraules de presentació o bé d'adéu als seus companys.
Al final del nomikai, tothom s'aixeca i s'aplaudeix al uníson, de nou per a reforçar el sentiment de grup. Hi han dos tipus bàsics de fer això: ippon-jime (一本じめ literalment «únic») o bé sanbon-jime (三本じめ literalment «tres cops») en referencia a si s'aplaudeix un cop o tres cops a l'uníson.
Sovint després del nomikai el segueix el nijikai (二次会 o segona festa) on els assistents poden dividir-se en diferents grups i continuar la festa, però no hi ha cap pressió social per a atendre.

## Etiqueta
Hi han una sèrie de normes que cal seguir en un nomikai. En general, s'ha d'evitar servir-se la beguda un mateix. Per contra, un s'ha de preocupar de que els gots dels assistents pròxims a un mateix tinguin sempre beguda. Això és especialment important per als assistents de rang inferior que sempre oferiran als seus superiors beguda, veure relacions Senpai i kōhai. Al seu torn, els caps oferiran també beguda als altres. Si es té el got buit, i per tal d'evitar servir-se un mateix, es pot preguntar als altres si volen més beguda i així demanar, de forma indirecta, que els altres se'n ocupin.
Els caps, els nou empleats o els que es jubilen solen seure en el lloc més llunyà de la porta.
En aquestes festes és perfectament acceptat emborratxar-se. En tals circumstàncies hom no té en compte seriosament el que es digui o faci, coses que després són oblidades o ignorades. Sovint es donen exhibicions franques i emocionals que no se solen produir en un context normal de feina. Aquest fenomen s'anomena bureikō (無礼講)
Pressionar o fins i tot insistir la gent per a consumir alcohol es vist com un comportament inacceptable. Els assistents poden beure begudes no alcohòliques o bé deixar el got ple per donar a entendre que no volen consumir (més) alcohol.